# Дзіково (Мисліборський повіт)
Дзіково (пол. Dzikowo, нім. Diekow) — село в Польщі, у гміні Барлінек Мисліборського повіту Західнопоморського воєводства.
Населення — 159 осіб (2011).
У 1975-1998 роках село належало до Гожовського воєводства.

## Демографія
Демографічна структура станом на 31 березня 2011 року:
|          | Загалом | Допрацездатний вік | Працездатний вік | Постпрацездатний вік |
| -------- | ------- | ------------------ | ---------------- | -------------------- |
| Чоловіки | 75      | 18                 | 52               | 5                    |
| Жінки    | 84      | 17                 | 47               | 20                   |
| Разом    | 159     | 35                 | 99               | 25                   |